# ブラックプールタワー
ブラックプールタワー (Blackpool Tower) とは、ブラックプールにある塔。

## 概要
エッフェル塔に触発されて建設され、1894年に完成して同年5月14日に開業した。
イギリス最大のリゾート地であるブラックプールにあるので行楽シーズンには多くの観光客で賑わい、地域のランドマークとして親しまれる。
再入場可能で冬季休業。

## タワーダンジョン
ランカシャーの暗い歴史をユーモアを交えて紹介する。

## ボールルーム
ボールルームはShall we ダンス?のロケでも使用された。

## ギャラリー

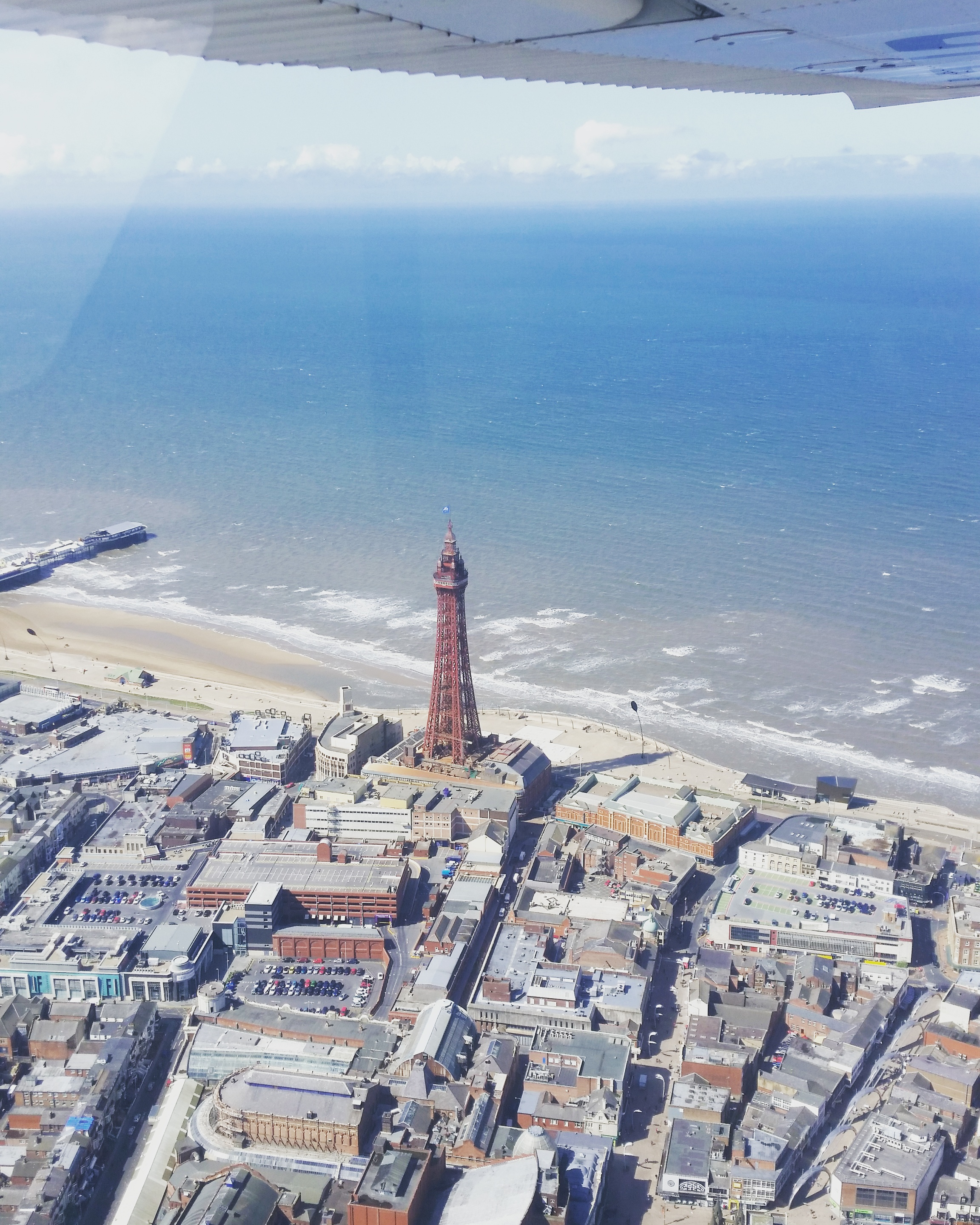
空から見たブラックプールタワー
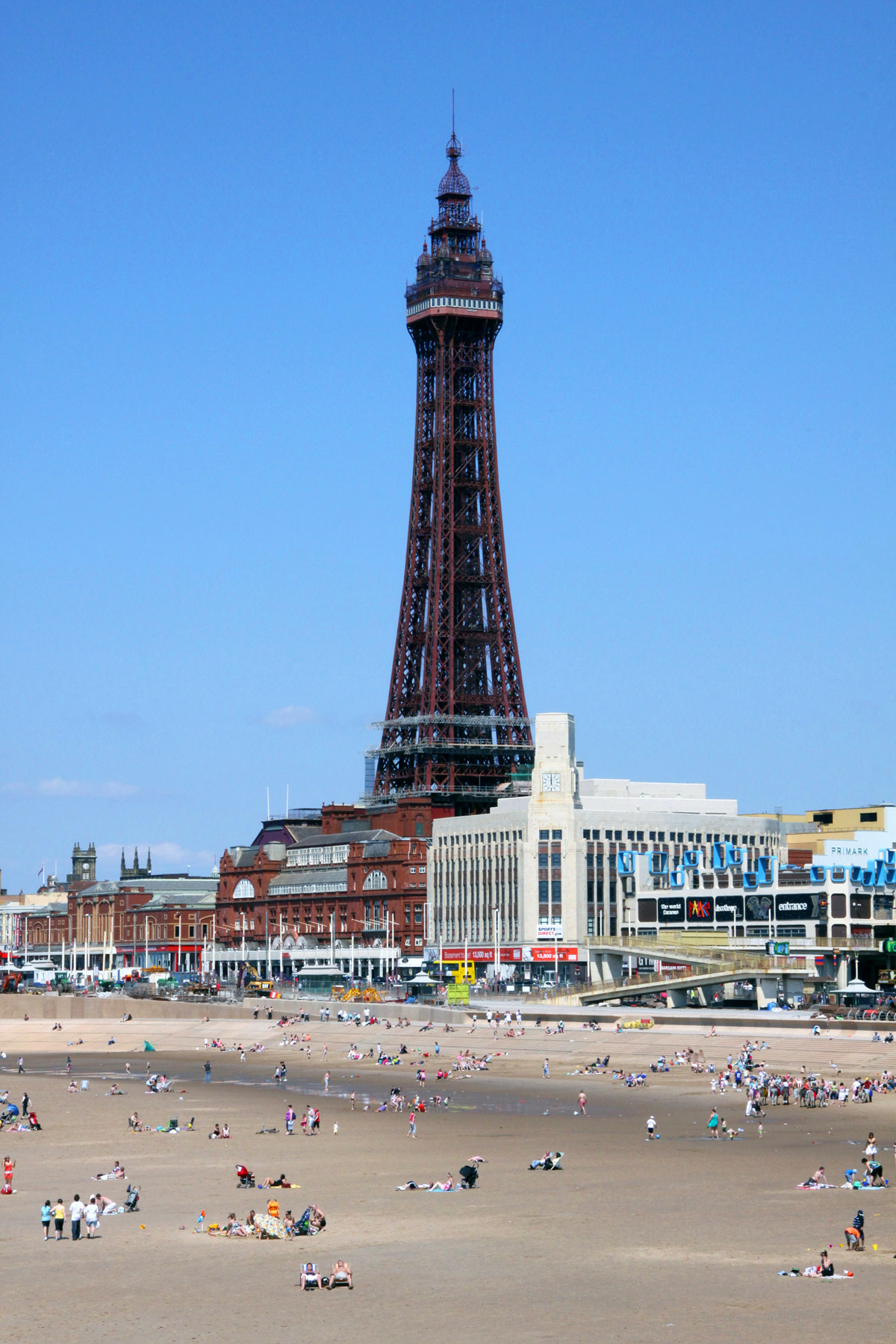
海岸から見たブラックプールタワー
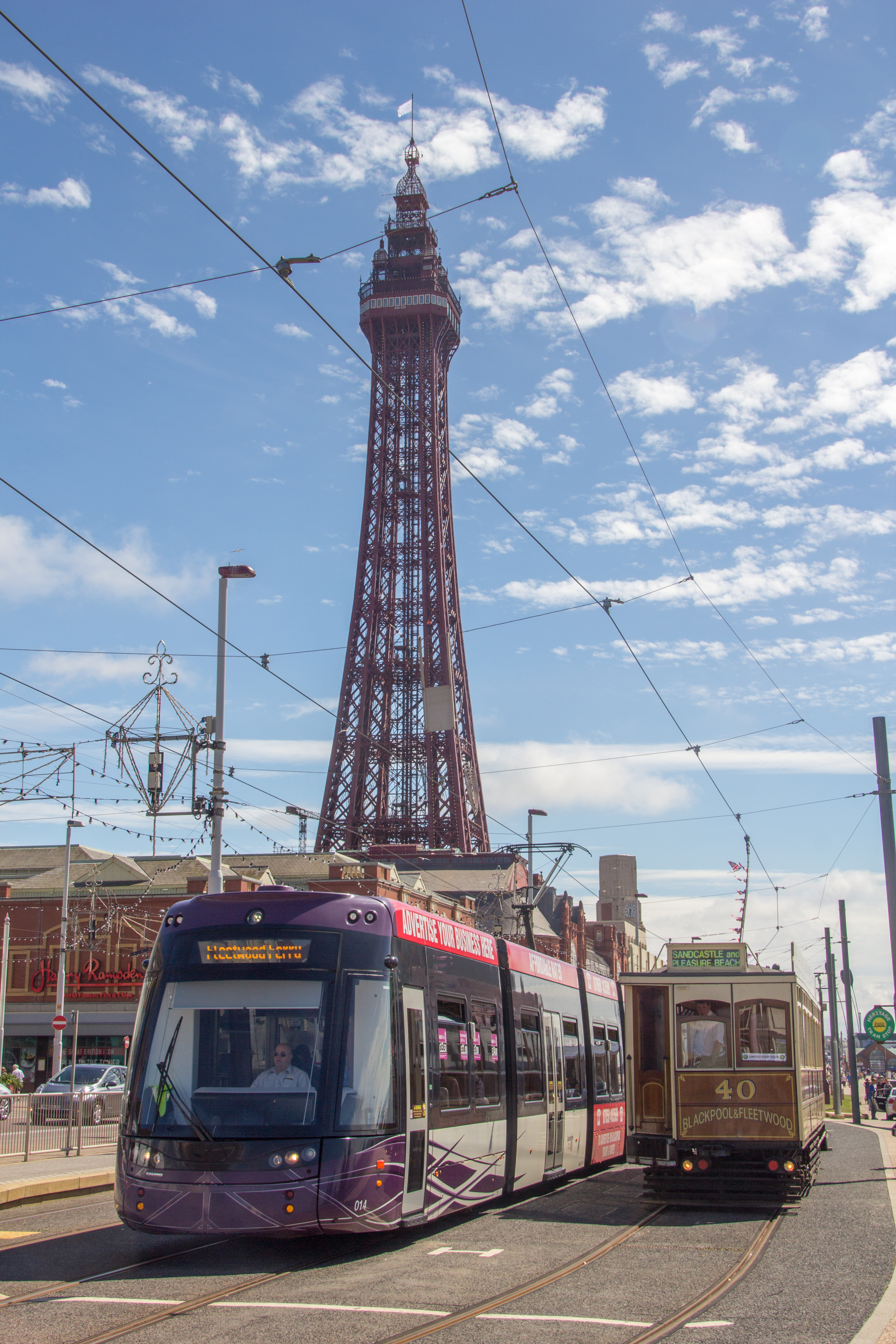
塔と路面電車
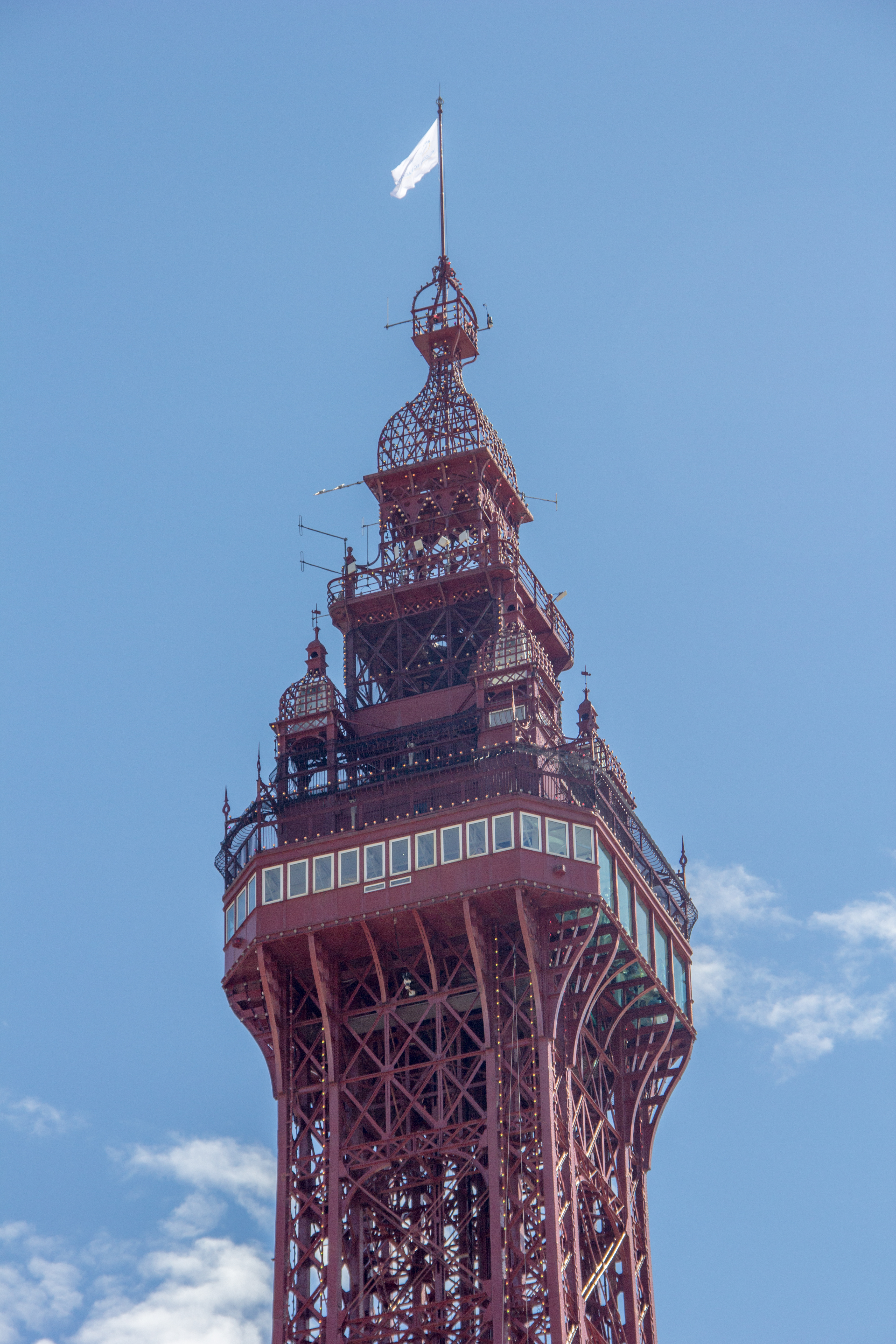
塔の上部
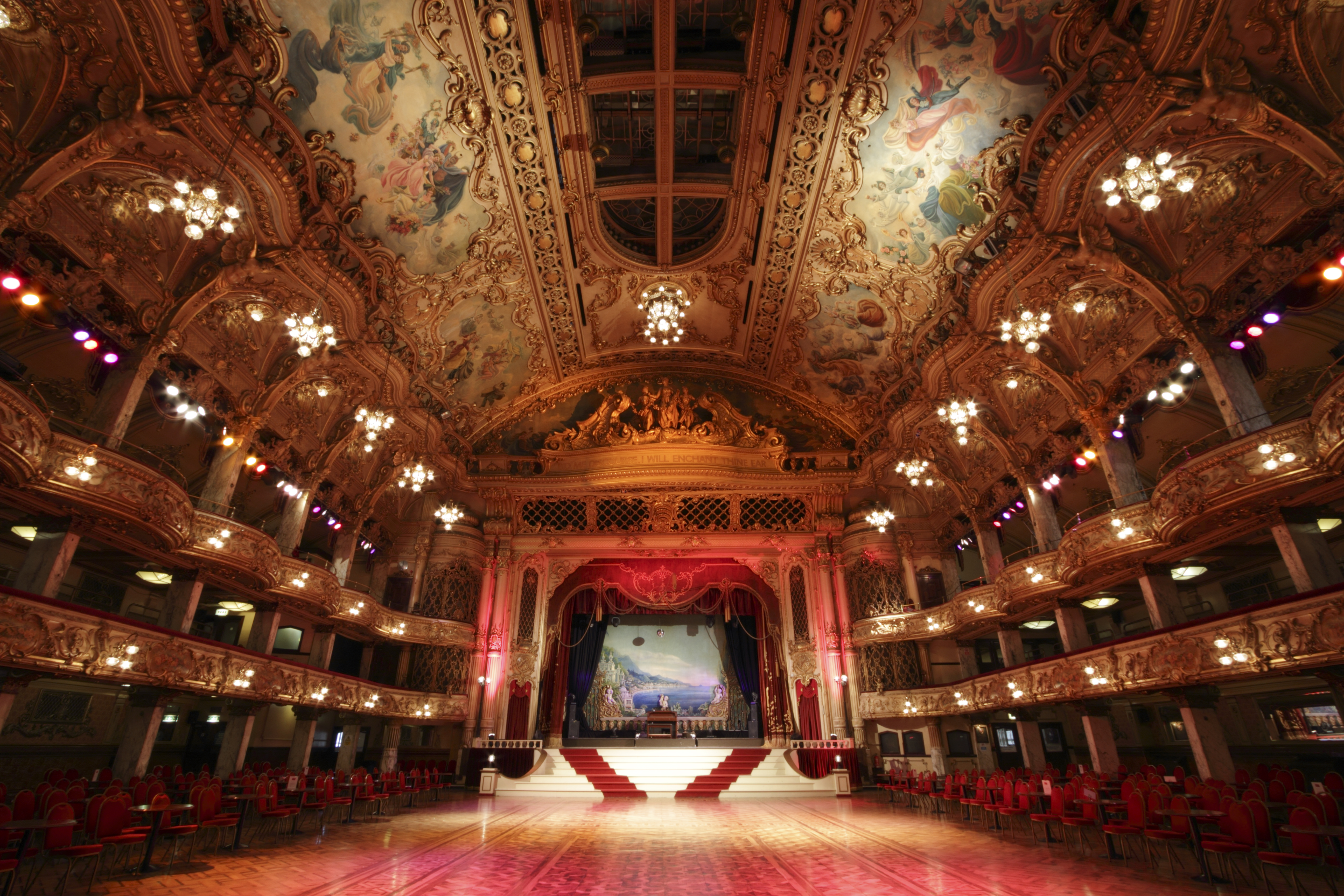
ボールルーム
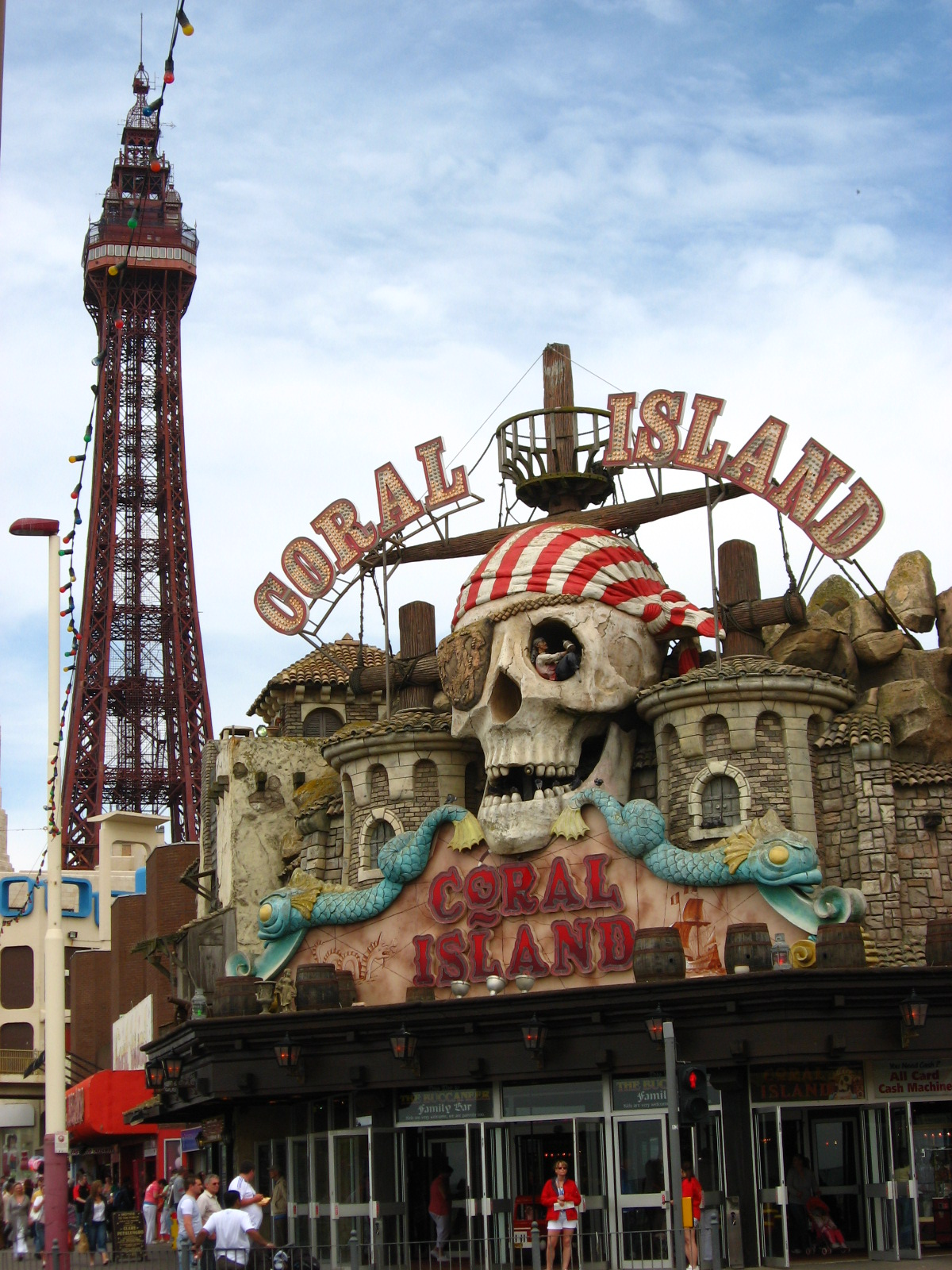
ブラックプールタワーとCoral Island